# Coupe du monde de cyclisme sur piste 2003
Navigation
Coupe du monde 2002 Coupe du monde 2004
La Coupe du monde de cyclisme sur piste 2003 est une compétition de cyclisme sur piste organisée par l'Union cycliste internationale. La saison a débuté le 14 février 2003 et s'est terminée le 18 mai 2003.

## Classement par pays
| Rang | Pays             | Moscou | Aguascalientes | Le Cap | Sydney | Total |
| ---- | ---------------- | ------ | -------------- | ------ | ------ | ----- |
| 1    | Allemagne        |        |                |        |        | 379   |
| 2    | Australie        |        |                |        |        | 336   |
| 3    | France           |        |                |        |        | 288   |
| 4    | Russie           |        |                |        |        | 265   |
| 5    | Pays-Bas         |        |                |        |        | 229   |
| 6    | Grande-Bretagne  |        |                |        |        | 182   |
| 7    | Espagne          |        |                |        |        | 175   |
| 8    | Ukraine          |        |                |        |        | 174   |
| 9    | Nouvelle-Zélande |        |                |        |        | 131   |
| 10   | États-Unis       |        |                |        |        | 131   |

## Hommes

### Kilomètre

#### Résultats
| Date         | Lieu           | Vainqueur    | Deuxième        | Troisième        |
| ------------ | -------------- | ------------ | --------------- | ---------------- |
| février 2003 | Moscou         | Stefan Nimke | Theo Bos        | Grzegorz Krejner |
| mars 2003    | Aguascalientes | Jamie Staff  | Sören Lausberg  | Wilson Meneses   |
| avril 2003   | Le Cap         | Chris Hoy    | Stefan Nimke    | Shane Kelly      |
| mai 2003     | Sydney         | Shane Kelly  | Mathieu Mandard | Wilson Meneses   |

#### Classement
| Pos. | Cycliste     | Mos | Agu | Cap | Syd | Pts |
| 1.   | Stefan Nimke |     |     |     |     |     |
| 2.   | Ahmed López  |     |     |     |     |     |
| 3.   | Shane Kelly  |     |     |     |     |     |

### Keirin

#### Résultats
| Date         | Lieu           | Vainqueur             | Deuxième         | Troisième        |
| ------------ | -------------- | --------------------- | ---------------- | ---------------- |
| février 2003 | Moscou         | René Wolff            | Josiah Ng On Lam | Ivan Vrba        |
| mars 2003    | Aguascalientes | Keiichiro Yaguchi     | Jan van Eijden   | Jaroslav Jeřábek |
| avril 2003   | Le Cap         | José Antonio Escuredo | Martin Benjamin  | Peter Bazalik    |
| mai 2003     | Sydney         | Jens Fiedler          | Toshiaki Fushimi | Ryan Bayley      |

#### Classement
| Pos. | Cycliste              | Mos | Agu | Cap | Syd | Pts |
| 1.   | Josiah Ng On Lam      |     |     |     |     |     |
| 2.   | José Antonio Escuredo |     |     |     |     |     |
| 3.   | Ryan Bayley           |     |     |     |     |     |

### Vitesse individuelle

#### Résultats
| Date         | Lieu           | Vainqueur        | Deuxième         | Troisième        |
| ------------ | -------------- | ---------------- | ---------------- | ---------------- |
| février 2003 | Moscou         | Laurent Gané     | Pavel Buráň      | Jaroslav Jeřábek |
| mars 2003    | Aguascalientes | Mark French      | Jamie Staff      | Arnaud Dublé     |
| avril 2003   | Le Cap         | Mickaël Bourgain | Jaroslav Jeřábek | Jan van Eijden   |
| mai 2003     | Sydney         | René Wolff       | Mark French      | Ross Edgar       |

#### Classement
| Pos. | Cycliste         | Mos | Agu | Cap | Syd | Pts |
| 1.   | Mark French      |     |     |     |     |     |
| 2.   | Jaroslav Jeřábek |     |     |     |     |     |
| 3.   | Pavel Buráň      |     |     |     |     |     |

### Vitesse par équipes

#### Résultats
| Date         | Lieu           | Vainqueur                                                                      | Deuxième                                                     | Troisième                                                   |
| ------------ | -------------- | ------------------------------------------------------------------------------ | ------------------------------------------------------------ | ----------------------------------------------------------- |
| février 2003 | Moscou         | Espagne José Antonio Villanueva José Antonio Escuredo Salvador Melia Mangrinan | Pologne Grzegorz Krejner Łukasz Kwiatkowski Grzegorz Trebski | Japon Yuichiro Kamiyama Tomohiro Nagatsuka Toshiaki Fushimi |
| mars 2003    | Aguascalientes | France Arnaud Dublé Mathieu Mandard François Pervis                            | Slovaquie Jaroslav Jeřábek Peter Bazalik Jan Lepka           | Allemagne Sören Lausberg Jan van Eijden Matthias John       |
| avril 2003   | Le Cap         | Royaume-Uni Jamie Staff Chris Hoy Jason Queally                                | Allemagne Stefan Nimke Carsten Bergemann Matthias John       | Australie Ryan Bayley Shane Kelly Mark French               |
| mai 2003     | Sydney         | Japon Toshiaki Fushimi Kiyofumi Nagai Tomohiro Nagatsuka                       | Australie Ryan Bayley Mark French Shane Kelly                | Allemagne Jens Fiedler Michael Seidenbecher René Wolff      |

#### Classement
| Pos. | Équipe    | Mos | Agu | Cap | Syd | Pts |
| 1.   | Japon     |     |     |     |     |     |
| 2.   | Allemagne |     |     |     |     |     |
| 3.   | France    |     |     |     |     |     |

### Poursuite individuelle

#### Résultats
| Date         | Lieu           | Vainqueur       | Deuxième        | Troisième        |
| ------------ | -------------- | --------------- | --------------- | ---------------- |
| février 2003 | Moscou         | Sergi Escobar   | Jens Lehmann    | Volodymyr Dyudya |
| mars 2003    | Aguascalientes | Vasil Kiryienka | Hayden Godfrey  | Paul Manning     |
| avril 2003   | Le Cap         | Luke Roberts    | Jerome Neuville | Sergi Escobar    |
| mai 2003     | Sydney         | Mark Jamieson   | Hayden Godfrey  | Guido Fulst      |

#### Classement
| Pos. | Cycliste       | Mos | Agu | Cap | Syd | Pts |
| 1.   | Hayden Godfrey |     |     |     |     |     |
| 2.   | Sergi Escobar  |     |     |     |     |     |
| 3.   | Luke Roberts   |     |     |     |     |     |

### Poursuite par équipes

#### Résultats
| Date         | Lieu           | Vainqueur                                                                       | Deuxième                                                            | Troisième                                                                        |
| ------------ | -------------- | ------------------------------------------------------------------------------- | ------------------------------------------------------------------- | -------------------------------------------------------------------------------- |
| février 2003 | Moscou         | Russie Alexei Markov Alexander Serov Sergueï Klimov Nikita Eskov                | Allemagne Jens Lehmann Guido Fulst Sebastian Siedler Christian Bach | Ukraine Volodymyr Dyudya Roman Kononenko Serhiy Cherniavskiy Volodymyr Zagorodny |
| mars 2003    | Aguascalientes | Colombie Alexander González José Serpa Carlos Alzate Juan Pablo Forero          | Royaume-Uni Bryan Steel Tony Gibb Paul Manning Steve Cummings       | Biélorussie Siarhei Daubniuk Yauhen Sobal Viktar Rapinski Vasil Kiryienka        |
| avril 2003   | Le Cap         | Ukraine Alexandre Symonenko Volodymyr Zagorodny Volodymyr Dyudya Vitaliy Popkov | Royaume-Uni Bryan Steel Tony Gibb Paul Manning Kieran Page          | Australie Luke Roberts Peter Dawson Mark Jamieson Ashley Hutchinson              |
| mai 2003     | Sydney         | Nouvelle-Zélande Heath Blackgrove Hayden Godfrey Marc Ryan Lee Vertongen        | Allemagne Marc Altmann Guido Fulst Leif Lampater Andreas Müller     | Australie Mark Jamieson Bradley Norton Chris Pascoe Christopher Sutton           |

#### Classement
| Pos. | Équipe    | Mos | Agu | Man | Cap | Pts |
| 1.   | Allemagne |     |     |     |     |     |
| 2.   | Russie    |     |     |     |     |     |
| 3.   | Ukraine   |     |     |     |     |     |

### Course aux points

#### Résultats
| Date         | Lieu           | Vainqueur        | Deuxième        | Troisième         |
| ------------ | -------------- | ---------------- | --------------- | ----------------- |
| février 2003 | Moscou         | Matthew Gilmore  | Joan Llaneras   | Mikhail Ignatiev  |
| mars 2003    | Aguascalientes | Leonardo Duque   | Juan Curuchet   | Chris Newton      |
| avril 2003   | Le Cap         | Mark Renshaw     | Andreas Müller  | Franck Perque     |
| mai 2003     | Sydney         | Mikhail Ignatiev | Volodymyr Rybin | Gregory Henderson |

#### Classement
| Pos. | Cycliste         | Mos | Agu | Cap | Syd | Pts |
| 1.   | Mikhail Ignatiev |     |     |     |     |     |
| 2.   | Volodymyr Rybin  |     |     |     |     |     |
| 3.   | Juan Curuchet    |     |     |     |     |     |

### Scratch

#### Résultats
| Date         | Lieu           | Vainqueur           | Deuxième            | Troisième             |
| ------------ | -------------- | ------------------- | ------------------- | --------------------- |
| février 2003 | Moscou         | Robert Slippens     | Alex Rasmussen      | Franck Perque         |
| mars 2003    | Aguascalientes | Miguel Alzamora     | Franco Marvulli     | Walter Fernando Pérez |
| avril 2003   | Le Cap         | Alexander Aeschbach | Jean-Pierre van Zyl | Jeroen Straathof      |
| mai 2003     | Sydney         | Gregory Henderson   | Roland Garber       | Andreas Müller        |

#### Classement
| Pos. | Cycliste          | Mos | Agu | Cap | Syd | Pts |
| 1.   | Roland Garber     |     |     |     |     |     |
| 2.   | Noriyuki Iijima   |     |     |     |     |     |
| 3.   | Gregory Henderson |     |     |     |     |     |

### Américaine

#### Résultats
| Date         | Lieu           | Vainqueur                                     | Deuxième                                   | Troisième                                 |
| ------------ | -------------- | --------------------------------------------- | ------------------------------------------ | ----------------------------------------- |
| février 2003 | Moscou         | Allemagne Guido Fulst Andreas Müller          | Pays-Bas Robert Slippens Danny Stam        | Danemark Jimmy Hansen Alex Rasmussen      |
| mars 2003    | Aguascalientes | Argentine Juan Curuchet Walter Fernando Pérez | Espagne Joan Llaneras Miguel Alzamora      | France Franck Perque Jerome Neuville      |
| avril 2003   | Le Cap         | Argentine Walter Fernando Pérez Juan Curuchet | Suisse Alexander Aeschbach Franco Marvulli | Espagne Isaac Galvez Lopez Joan Llaneras  |
| mai 2003     | Sydney         | Allemagne Guido Fulst Andreas Müller          | Australie Rodney McGee Darren Young        | Pays-Bas Gideon de Jong Geert Jan Jonkman |

#### Classement
| Pos. | Équipe    | Mos | Agu | Cap | Syd | Pts |
| 1.   | Allemagne |     |     |     |     |     |
| 2.   | Argentine |     |     |     |     |     |
| 3.   | Pays-Bas  |     |     |     |     |     |

## Femmes

### 500 mètres

#### Résultats
| Date         | Lieu           | Vainqueur            | Deuxième             | Troisième        |
| ------------ | -------------- | -------------------- | -------------------- | ---------------- |
| février 2003 | Moscou         | Natallia Tsylinskaya | Yonghua Jiang        | Katrin Meinke    |
| mars 2003    | Aguascalientes | Natallia Tsylinskaya | Nancy Contreras      | Tanya Lindenmuth |
| avril 2003   | Le Cap         | Nancy Contreras      | Natallia Tsylinskaya | Cuihua Jiang     |
| mai 2003     | Sydney         | Nancy Contreras      | Yonghua Jiang        | Yvonne Hijgenaar |

#### Classement
| Pos. | Cycliste             | Mos | Agu | Cap | Syd | Pts |
| 1.   | Nancy Contreras      |     |     |     |     |     |
| 2.   | Natallia Tsylinskaya |     |     |     |     |     |
| 3.   | Lori-Ann Muenzer     |     |     |     |     |     |

### Keirin

#### Résultats
| Date         | Lieu           | Vainqueur             | Deuxième      | Troisième        |
| ------------ | -------------- | --------------------- | ------------- | ---------------- |
| février 2003 | Moscou         | Svetlana Grankovskaya | Clara Sanchez | Céline Nivert    |
| mars 2003    | Aguascalientes | Céline Nivert         | Li Na         | Tanya Lindenmuth |
| avril 2003   | Le Cap         | Daniela Larreal       | Katrin Meinke | Diana García     |
| mai 2003     | Sydney         | Rosealee Hubbard      | Kerrie Meares | Christin Muche   |

#### Classement
| Pos. | Cycliste              | Mos | Agu | Cap | Syd | Pts |
| 1.   | Céline Nivert         |     |     |     |     |     |
| 2.   | Svetlana Grankovskaya |     |     |     |     |     |
| 3.   | Daniela Larreal       |     |     |     |     |     |

### Vitesse individuelle

#### Résultats
| Date         | Lieu           | Vainqueur             | Deuxième              | Troisième        |
| ------------ | -------------- | --------------------- | --------------------- | ---------------- |
| février 2003 | Moscou         | Natallia Tsylinskaya  | Svetlana Grankovskaia | Katrin Meinke    |
| mars 2003    | Aguascalientes | Natallia Tsylinskaya  | Tanya Lindenmuth      | Nancy Contreras  |
| avril 2003   | Le Cap         | Svetlana Grankovskaya | Katrin Meinke         | Cuihua Jiang     |
| mai 2003     | Sydney         | Nancy Contreras       | Victoria Pendleton    | Lori-Ann Muenzer |

#### Classement
| Pos. | Cycliste              | Mos | Agu | Cap | Syd | Pts |
| 1.   | Daniela Larreal       | 5   | 7   | 7   | 7   | 26  |
| 2.   | Svetlana Grankovskaya | 10  | 3   | 12  |     | 25  |
| 3.   | Natallia Tsylinskaya  | 12  | 12  |     |     | 24  |

### Vitesse par équipes

#### Résultats
| Date         | Lieu           | Vainqueur                                                     | Deuxième                                                        | Troisième                                                   |
| ------------ | -------------- | ------------------------------------------------------------- | --------------------------------------------------------------- | ----------------------------------------------------------- |
| février 2003 | Moscou         | Russie Svetlana Grankovskaya Tamilla Abassova Oksana Grichina | Ukraine Irina Yanovich Lyudmyla Vypyraylo Sofiya Pryshchepa     | Allemagne Katrin Meinke Susan Panzer Christina Becker       |
| mars 2003    | Aguascalientes | Russie Elena Chalykh Oksana Grishina Yulia Arustamova         | Pays-Bas Anouska van der Zee Yvonne Hijgenaar Vera Koedooder    | ?                                                           |
| avril 2003   | Le Cap         | Allemagne Katrin Meinke Kathrin Freitag Susan Panzer          | Russie Svetlana Grankovskaya Yulia Aroustamova Tamilla Abassova | Australie Kerrie Meares Anna Meares Rochelle Gilmore        |
| mai 2003     | Sydney         | Australie Rochelle Gilmore Rosealee Hubbard Kerrie Meares     | Russie Tamilla Abassova Yulia Aroustamova Oksana Grishina       | Ukraine Sofiya Pryshchepa Lyudmyla Vypyraylo Iryna Yanovych |

#### Classement
| Pos. | Équipe    | Mos | Agu | Cap | Syd | Pts |
| 1.   | Russie    |     |     |     |     |     |
| 2.   | Australie |     |     |     |     |     |
| 3.   | Ukraine   |     |     |     |     |     |

### Poursuite individuelle

#### Résultats
| Date         | Lieu           | Vainqueur       | Deuxième              | Troisième               |
| ------------ | -------------- | --------------- | --------------------- | ----------------------- |
| février 2003 | Moscou         | Katherine Bates | Svetlana Ivahonenkava | Olga Slyusareva         |
| mars 2003    | Aguascalientes | Sarah Ulmer     | Erin Mirabella        | Rasa Mazeikyte          |
| avril 2003   | Le Cap         | Karin Thürig    | Christina Becker      | Gema Pascual Torrecilla |
| mai 2003     | Sydney         | Sarah Ulmer     | Diana Žiliūtė         | Amy Safe                |

#### Classement
| Pos. | Cycliste            | Mos | Agu | Cap | Syd | Pts |
| 1.   | Sarah Ulmer         |     |     |     |     |     |
| 2.   | Anouska van der Zee |     |     |     |     |     |
| 3.   | Christina Becker    |     |     |     |     |     |

### Course aux points

#### Résultats
| Date         | Lieu           | Vainqueur             | Deuxième       | Troisième             |
| ------------ | -------------- | --------------------- | -------------- | --------------------- |
| février 2003 | Moscou         | Olga Slyusareva       | Adrie Visser   | Lyudmyla Vypyraylo    |
| mars 2003    | Aguascalientes | Elena Chalykh         | Belem Guerrero | Vera Koedooder        |
| avril 2003   | Le Cap         | Svetlana Ivahonenkava | Vera Carrara   | Cathy Moncassin-Prime |
| mai 2003     | Sydney         | Vera Carrara          | Marion Clignet | Sarah Ulmer           |

#### Classement
| Pos. | Cycliste           | Mos | Agu | Cap | Syd | Pts |
| 1.   | Vera Carrara       |     |     |     |     |     |
| 2.   | Marion Clignet     |     |     |     |     |     |
| 3.   | Lyudmyla Vypyraylo |     |     |     |     |     |

### Scratch

#### Résultats
| Date         | Lieu           | Vainqueur          | Deuxième                | Troisième      |
| ------------ | -------------- | ------------------ | ----------------------- | -------------- |
| février 2003 | Moscou         | Lyudmyla Vypyraylo | Juliette Vandekerckhove | Adrie Visser   |
| mars 2003    | Aguascalientes | Elena Chalykh      | Eleonora Soldo          | Belem Guerrero |
| avril 2003   | Le Cap         | Yulia Aroustamova  | Gema Pascual Torrecilla | Alison Wright  |
| mai 2003     | Sydney         | Victoria Pendleton | Rochelle Gilmore        | Sarah Ulmer    |

#### Classement
| Pos. | Cycliste           | Mos | Agu | Cap | Syd | Pts |
| 1.   | Gema Pascual       |     |     |     |     |     |
| 2.   | Lyudmyla Vypyraylo |     |     |     |     |     |
| 3.   | Adrie Visser       |     |     |     |     |     |